# Lurtigen

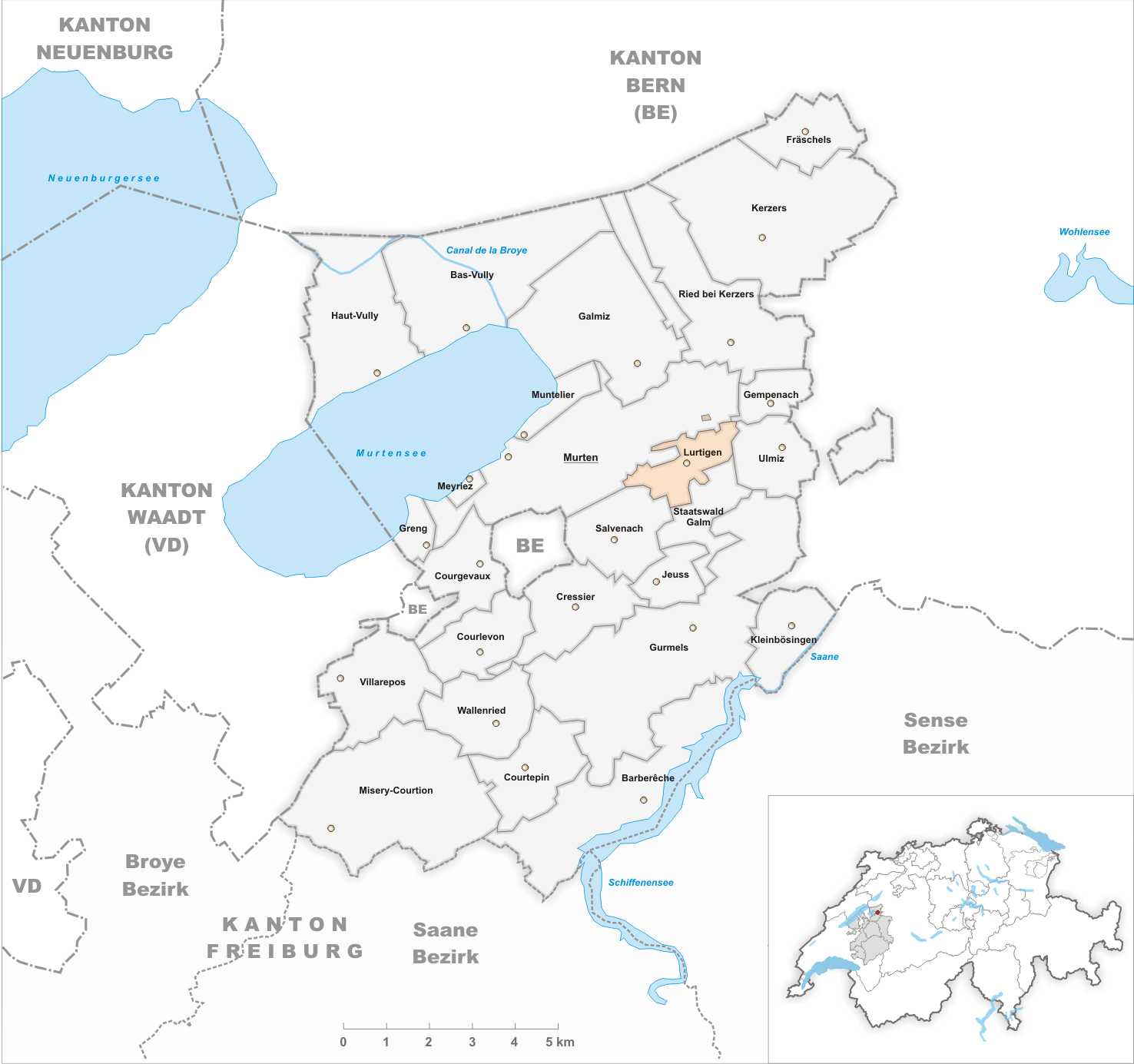
Gemeindestand vor der Fusion am 1. Januar 2016

Lurtigen (französisch Lourtens; Freiburger Patois Lurtinⓘ) war bis am 31. Dezember 2015 eine politische Gemeinde im Seebezirk (französisch: District du Lac) des Kantons Freiburg in der Schweiz. Der teilweise noch gebräuchliche französische Name der Gemeinde lautet Lourtens. Am 1. Januar 2016 fusionierte Lurtigen zusammen mit Courlevon, Jeuss und Salvenach mit der Gemeinde Murten.

## Geographie
Lurtigen liegt auf 566 m ü. M., vier Kilometer östlich des Bezirkshauptortes Murten (Luftlinie). Das Bauerndorf erstreckt sich auf einer Anhöhe zwischen dem Galmwald und dem Murtenholz, auf den Molassehöhen im nördlichen Freiburger Mittelland.
Die Fläche des 2,3 km² grossen ehemaligen Gemeindegebiets umfasst einen Abschnitt der vom eiszeitlichen Rhonegletscher überformten Molassehöhen zwischen dem Murtensee und dem Saanetal. Die nördliche Grenze verläuft in einer Talniederung am Südrand des Murtenholzes. Von hier erstreckt sich der Gemeindeboden südwärts über die Anhöhe von Lurtigen (im Buggli mit 592 m ü. M. höchste Erhebung von Lurtigen) und das Tal des Hubelbachs bis in den Galmwald (590 m ü. M.). Im Westen reicht das Gebiet in das Salvenachfeld. Eine kleine Exklave befindet sich am Ostrand des Murtenholzes. Das Gemeindeareal wird zur Biberen entwässert. Von der Gemeindefläche entfielen 1997 4 % auf Siedlungen, 34 % auf Wald und Gehölze und 62 % auf Landwirtschaft.
Zu Lurtigen gehören einige Einzelhöfe. Nachbargemeinden von Lurtigen waren Murten, Ulmiz und Salvenach sowie das keiner Gemeinde zugehörige Gebiet Staatswald Galm.

## Bevölkerung
Mit 181 Einwohnern (Stand 31. Dezember 2015) gehörte Lurtigen zu den kleinen Gemeinden des Kantons Freiburg. Von den Bewohnern sind 97,8 % deutschsprachig, 1,1 % französischsprachig, und 0,6 % sprechen Portugiesisch (Stand 2000). Die Bevölkerungszahl von Lurtigen belief sich 1900 auf 200 Einwohner. Im Verlauf des 20. Jahrhunderts nahm die Bevölkerungszahl bis 1980 auf 160 Personen ab. Seither wurde wieder ein leichtes Bevölkerungswachstum verzeichnet.
Einwohnerzahlen: Volkszählungsdaten

## Wirtschaft
Lurtigen war bis in die zweite Hälfte des 20. Jahrhunderts ein vorwiegend durch die Landwirtschaft geprägtes Dorf. Noch heute haben der Ackerbau, der Obstbau und die Viehzucht einen wichtigen Stellenwert in der Erwerbsstruktur der Bevölkerung. Weitere Arbeitsplätze sind im lokalen Kleingewerbe und im Dienstleistungssektor vorhanden. In Lurtigen gibt es eine Käserei und einen Betrieb des Heizanlagenbaus. In den letzten Jahrzehnten hat sich das Dorf auch zu einer Wohngemeinde entwickelt. Viele Erwerbstätige sind deshalb Wegpendler, die hauptsächlich in den Regionen Murten und Kerzers arbeiten.

## Verkehr
Die ehemalige Gemeinde liegt abseits der grösseren Durchgangsstrassen an einer Verbindungsstrasse von Salvenach nach Gempenach. Der nächste Anschluss an die Autobahn A1 (Bern-Lausanne) befindet sich rund 6 km vom Ortskern entfernt. Durch die Buslinie der Transports publics Fribourgeois, die von Murten nach Gümmenen führt, ist Lurtigen von Montag bis Freitag an das Netz des öffentlichen Verkehrs angebunden.

## Geschichte
Die erste urkundliche Erwähnung des Ortes erfolgte 1397 unter dem Namen Lurtens; 1558 erschien die Bezeichnung Lurtingen. Der Ortsname ist wahrscheinlich vom gallorömischen Personennamen Laurentius abgeleitet.
Seit dem Mittelalter unterstand Lurtigen der Herrschaft Murten. 1475 gelangte das Dorf als Teil der Landvogtei Murten unter die gemeinsame Verwaltung der Stände Bern und Freiburg. Nach dem Zusammenbruch des Ancien Régime (1798) kam Lurtigen an den Kanton Freiburg. Während der Helvetik und der darauf folgenden Zeit gehörte es zum Distrikt Murten, bevor es 1848 mit der neuen Kantonsverfassung in den Seebezirk eingegliedert wurde.

## Sehenswürdigkeiten
Im Ortskern stehen einige charakteristische Bauernhäuser aus dem 17. bis 19. Jahrhundert. Im Ofehüsli wird heute noch gelegentlich Brot gebacken. Das Schulhaus stammt von 1812 und verfügt über ein kostbares altes Uhrwerk.

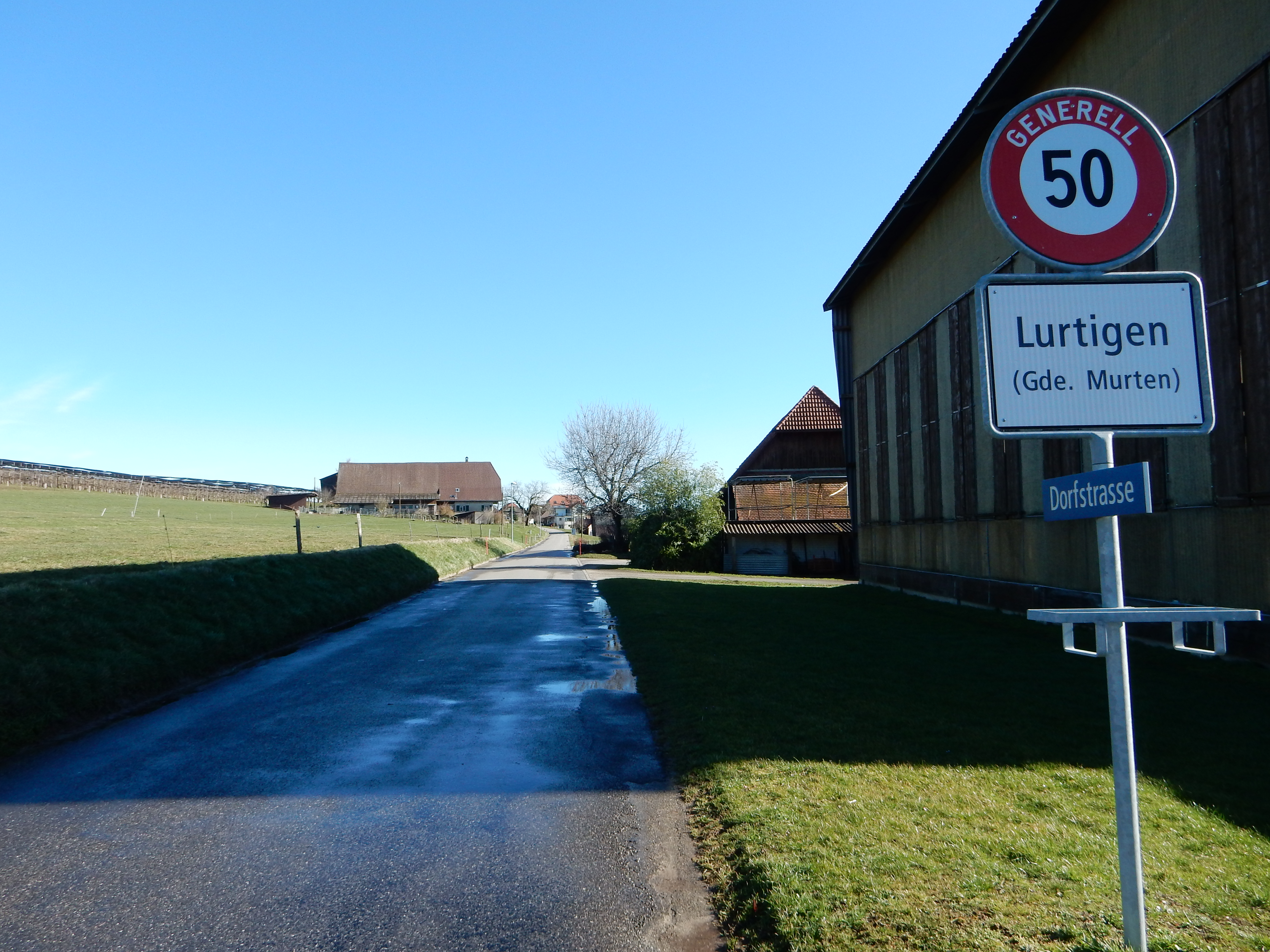
Lurtigen, Pöllerefeld
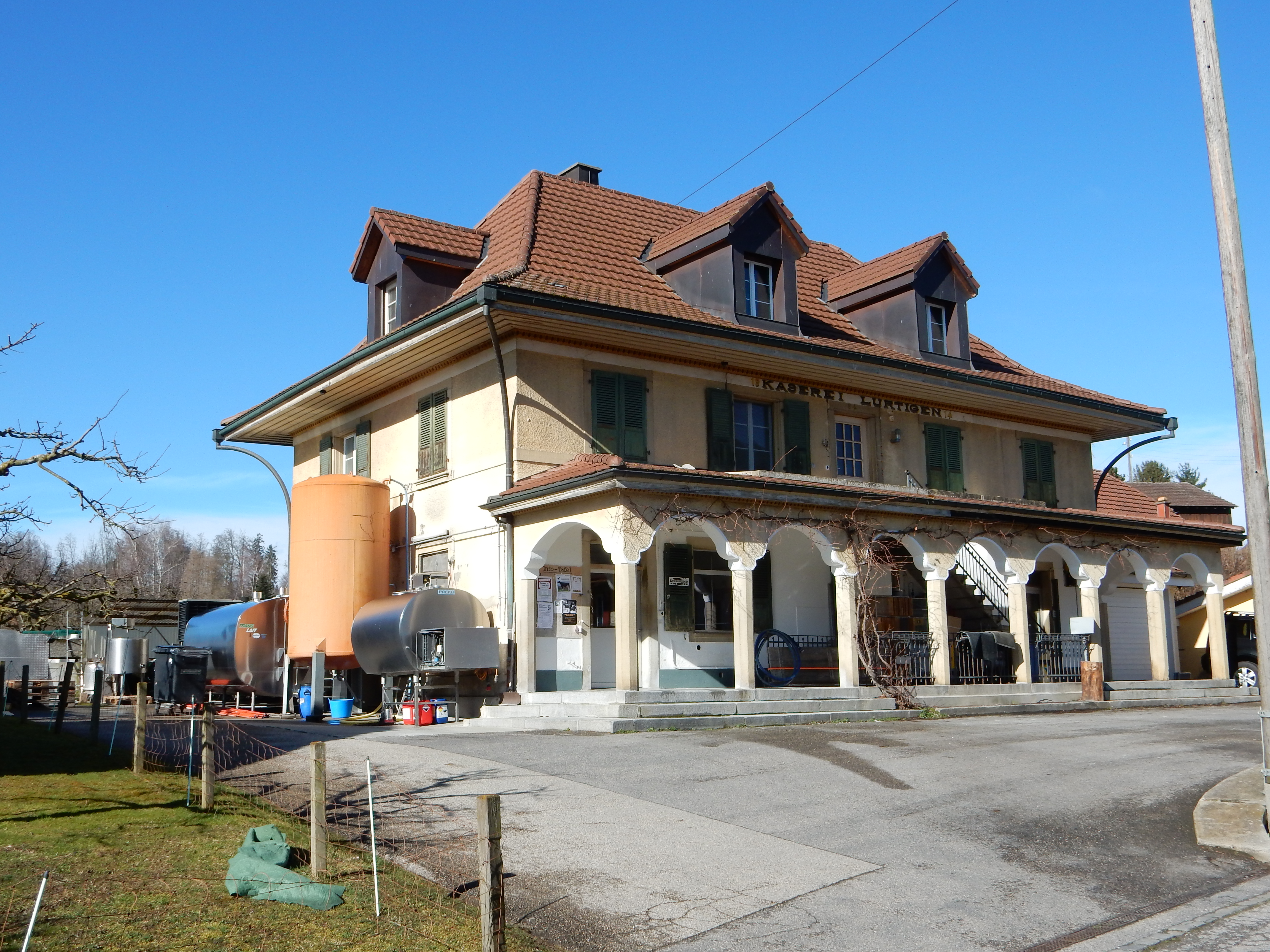
Käsereigebäude von 1914
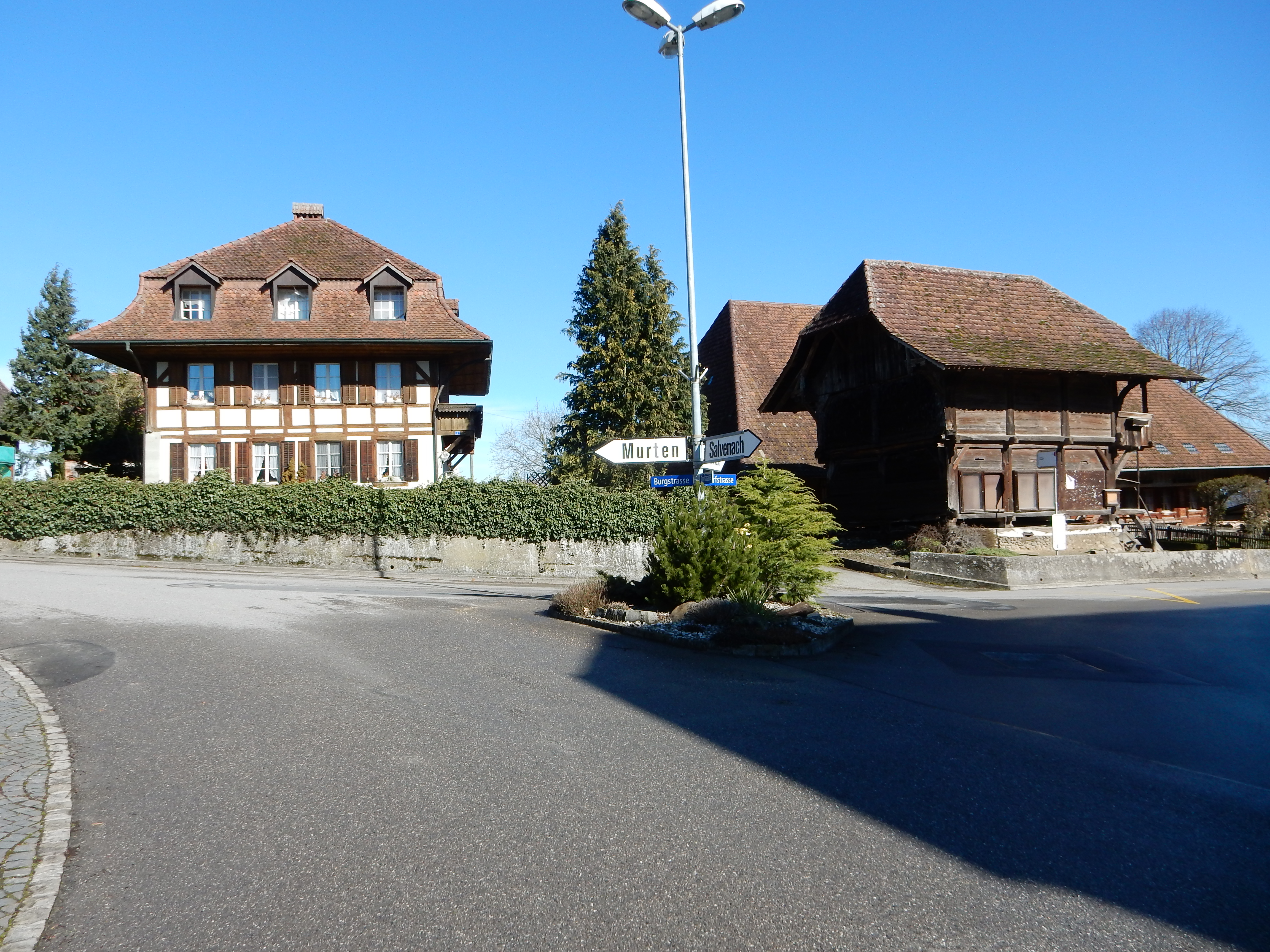
In Lurtigen
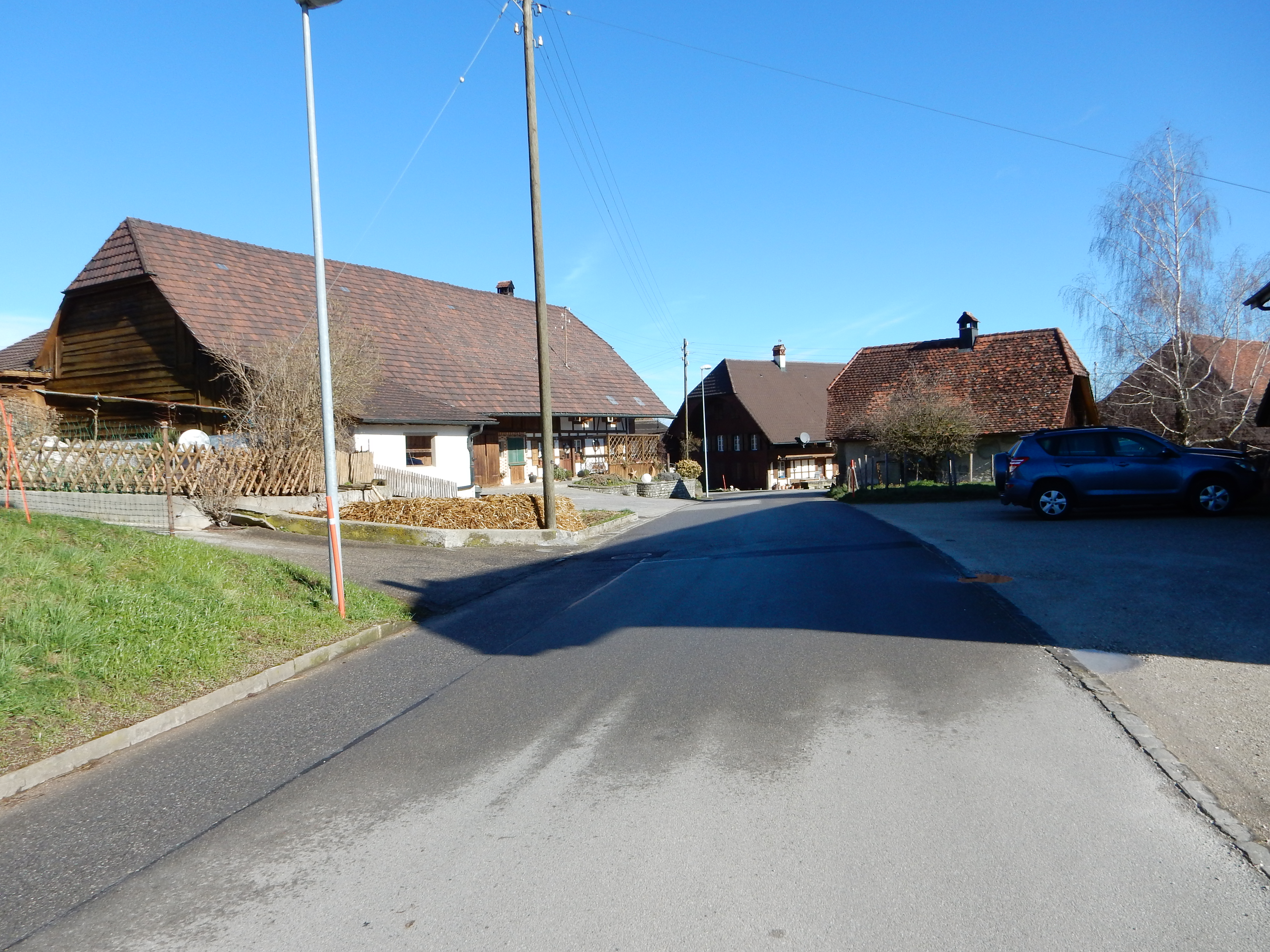
Im Dorf
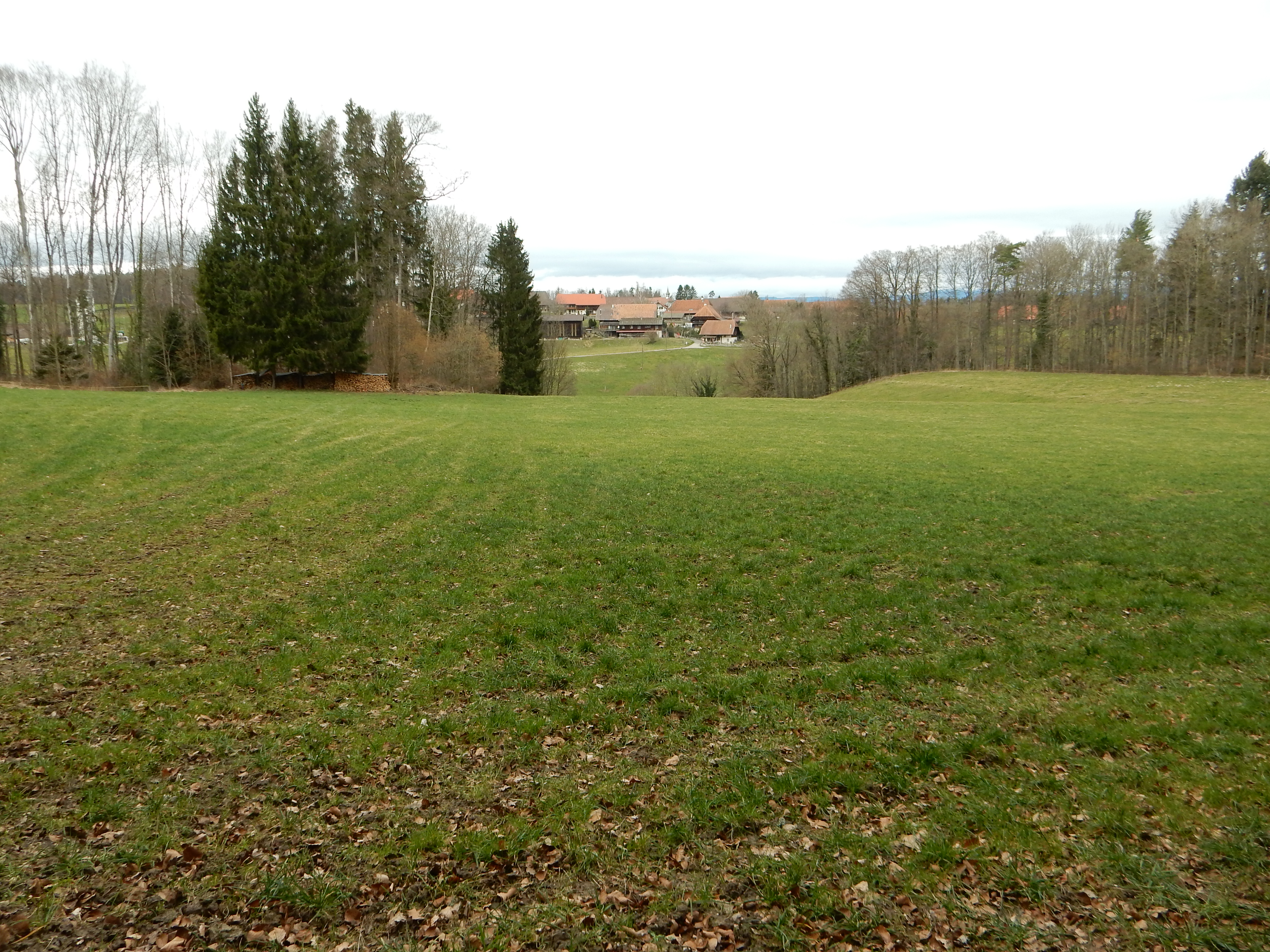
Lurtigen gesehen vom Staatswald Galm